# 20590 Bongiovanni
A 20590 Bongiovanni (ideiglenes jelöléssel 1999 RN172) a Naprendszer kisbolygóövében található aszteroida. A LINEAR projekt keretében fedezték fel 1999. szeptember 9-én.